# Bastien Meupiyou
Bastien Ndemeni Meupiyou Menadjou  (sinh ngày 19 tháng 3 năm 2006) là một cầu thủ bóng đá chuyên nghiệp người Pháp hiện đang thi đấu cho câu lạc bộ Wolverhampton Wanderers.